# Licópolis Deltaica
Licópolis Deltaica, ou simplesmente Licópolis, era uma antiga cidade do Baixo Egito, próxima a Mendes, aparentemente fundada por uma colônia de sacerdotes de Osíris oriundos da cidade de Licópolis do Alto Egito (atual Assiute). 
Licópolis Deltaica foi o local de nascimento  do filósofo neoplatônico Plotino, em 204 d.C.